# Виенски сецесион
Виенският сецесион (нем. Wiener Sezession) е част от общоевропейското постимпресионистично течение ар нуво и освен архитектурни творби включва основно работите на художниците, които се събират и обединяват в основаната от живописеца Густав Климт група през 1897 г. в столицата на Австро-Унгария - Виена. Творбите им се излагат на Виенския пленер на изкуствата и занаятите, на изложбите Сецесион и в едноименната зала.
Най-характерно за това стилово течение е използването на най-различни техники познати в историята на изкуството на цялото човечество от византийска мозайка, позлата, стъклопис и далекоизточни похвати до съвременната за началото на ХХв. технология с цел предаване на едно ведро, жизнелюбиво и донякъде романтично и внушение с игриво декоративен ефект особено в творбите на пластичните изкуства като архитектурата и живописта, а също и в приложните изкуства. Творбите са с нов богат колорит и често рисунъкът е почти изведен до орнамент, а архитектурната форма придобива непознат дотогава образ и пластичност.
Освен Густав Климт видни представители на Виенския сецесион са архитектите Ото Вагнер, Йозеф Мария Олбрих, Йозеф Хофман, художникът Алфонс Муха, скулпторът Франтишек Билек и др. Отглас от това стилово течение днес може да открием в работите на Хундертвасер.
- Сецесионът и виенският сецесион, в частност, са изяснени по-подробно в основната статия за ар нуво.